# Lila vlieskelkje
Het lila vlieskelkje (Hymenoscyphus syringicolor) is een schimmel in de familie Helotiaceae. Het leeft saprotroof op afgevallen bladeren van Fagus.

## Kenmerken
Hij lijkt op het gewoon vlieskelkje (Hymenoscyphus caudatus), maar dan met lila apothecia.

## Verspreiding
Het lila vlieskelkje komt in Nederland zeer zeldzaam voor.